# Kino Świat
Kino Świat – polska spółka założona w 2001, zajmująca się dystrybucją filmów kina polskiego i zagranicznego. Od listopada 2019 roku większościowym udziałowcem, a od października 2024 roku właścicielem spółki jest Canal+ Polska S.A.
Serie DVD Kino Świat wydane i rozprowadzane na terenie Polski:
- „Złota kolekcja polskiego kina”
- „Wielkie ekranizacje” (Nędznicy, Robinson Crusoe, Stary człowiek i morze, Doktor Żywago, Wielki Gatsby)
- „Klasyka komedii” (filmy z serii Gang Olsena)
- „Wielkie filmy – wielcy reżyserzy”  (Kola, Cinema Paradiso, Cyrano de Bergerac, Spaleni słońcem, Huzar, Popatrz na mnie, Mąż fryzjerki)
- „Kino familijne”
- „Platynowa seria”
- „Jean-Pierre Melville”
- „Catherine Deneuve”
- „Percy Adlon”
- „Jean-Paul Belmondo”
- „Louis de Funès”
- „Woody Allen”
- „Brigitte Bardot”
- „Jean-Luc Godard”
- „Sam Peckinpah”
- „Alain Delon”
- „François Truffaut”
- „Alfred Hitchcock”

## Nagrody
Spółka została nagrodzona:
- 2011 − Nagroda Polskiego Instytutu Sztuki Filmowej w kategorii: Dystrybucja polskiego filmu
- 2012 − Nagroda Polskiego Instytutu Sztuki Filmowej w kategorii: Dystrybucja polskiego filmu (film Czarny czwartek)